# Atlanta (serie televisiva)
Atlanta è una serie televisiva statunitense creata e interpretata da Donald Glover per FX. Interpretata anche da Brian Tyree Henry, Lakeith Stanfield e Zazie Beetz, la serie è prodotta da Donald Glover, Dianne McGunigle e Paul Simms.
La serie è incentrata su due cugini che cercano di farsi strada nella scena rap di Atlanta nel tentativo di migliorare le loro vite e quelle delle loro famiglie. La serie va in onda su FX a partire dal 6 settembre 2016. La seconda stagione, chiamata Atlanta: Robbin' Season, ha debuttato il 1º marzo 2018. In Italia, la serie viene trasmessa dal 19 gennaio 2017 su Fox, dalla terza stagione viene distribuita su Disney+.
La serie ha ricevuto l'approvazione della critica e ha vinto vari premi. L'8 gennaio 2017 ha vinto due Golden Globe come Miglior serie commedia o musicale e Miglior attore in una serie commedia o musicale, per Glover, e due Primetime Emmy Awards come Miglior attore protagonista in una serie comedy e Miglior regia per una serie comedy, facendo sì che Glover fosse il primo afroamericano a vincere un Emmy in quest'ultima categoria.

## Trama
La serie segue le vicende di Earn (Donald Glover) durante la sua vita quotidiana in Atlanta, Georgia, che cerca di redimersi agli occhi della sua ex fidanzata, nonché madre di sua figlia, così come a quelli dei genitori e di suo cugino Alfred, rapper conosciuto con lo pseudonimo "Paper Boi". Espulso dall'Università di Princeton, Earn non ha soldi né una casa, e di conseguenza si alterna a stare con i suoi genitori e con la sua fidanzata. Quando si rende conto che suo cugino è al vertice della popolarità, cerca disperatamente di riallacciare i contatti per migliorare la sua vita e quella di sua figlia, Lottie.

## Episodi
| Stagione         | Episodi | Prima TV USA | Prima TV Italia |
| ---------------- | ------- | ------------ | --------------- |
| Prima stagione   | 10      | 2016         | 2017            |
| Seconda stagione | 11      | 2018         | 2018            |
| Terza stagione   | 10      | 2022         | 2022            |
| Quarta stagione  | 10      | 2022         | 2022            |

## Personaggi e interpreti

### Personaggi principali
- Earnest "Earn" Marks (stagioni 1-4), interpretato da Donald Glover, un giovane ex-studente di Princeton che si è reinventato come manager e tenta di far decollare la carriera rap di Alfred, suo cugino, conosciuto come Paper Boi. Earn è una persona cinica ma molto intelligente, anche se a volte fa scelte incoscienti. Combatte dal primo episodio col non avere una casa. Dal primo episodio, in cui Earn esprime a Darius quanto sia disperata la sua situazione, afferma che il suo stato economico lo ha sicuramente fatto diventare depresso.
- Alfred "Paper Boi" Miles (stagioni 1-4), interpretato da Brian Tyree Henry, cugino di Earn e rapper di Atlanta in ascesa.
- Darius (stagioni 1-4), interpretato da Lakeith Stanfield, il braccio destro di Alfred con cui convive.
- Vanessa "Van" Keefer (stagioni 1-4), interpretata da Zazie Beetz, la moglie di Earn che vive separata con la loro figlia.

### Personaggi secondari
- Swift (stagioni 1-4), interpretato da Harold House Moore
- Dave (stagioni 1-4), interpretato da Griffin Freeman
- Stranger (stagioni 1-4), interpretato da Emmett Hunter
- Deshawn (stagioni 1-4), interpretato da Cranston Johnson
- Mrs. Marks (stagioni 1-4), interpretata da Myra Lucretia Taylor
- Raleigh Marks (stagioni 1-4), interpretato da Isiah Whitlock Jr.

## Produzione
Nel dicembre 2014 FX ordinò l'episodio pilota della serie, scritto da Donald Glover. Le riprese del pilot, diretto da Hiro Murai, si tennero ad Atlanta nel luglio 2015. Nell'ottobre 2015 il network ordinò una prima stagione di 10 episodi.
Glover, nato e cresciuto ad Atlanta, ha dichiarato che la città lo ha aiutato a trovare il giusto tono per la serie.
Due settimane prima del debutto televisivo, la serie è stata rinnovata per una seconda stagione, intitolata "Atlanta: Robbin' Season", e in onda dal 1º marzo 2018.
L'8 giugno 2018, viene rinnovata per una terza stagione.
Nel febbraio 2022, vengono completate le riprese delle stagioni tre e quattro ed è stato annunciato che la quarta stagione sarebbe stata l'ultima.

## Accoglienza

### Prima stagione
La prima stagione è stata acclamata dalla critica. Sull'aggregatore di recensioni Rotten Tomatoes ha un indice di gradimento del 100%, con un voto medio di 8.9 su 10 basato su 61 recensioni. Il commento del sito recita: «Fresca e ambiziosa, Atlanta offre un mezzo unico per l'eccentrico umorismo della star e creatore della serie Donald Glover – oltre a numerose riflessioni attuali e taglienti» Su Metacritic ha un voto medio di 91 su 100 basato su 33 recensioni.

### Seconda stagione:Robbin' Season
La seconda stagione è stata acclamata dalla critica. Su Rotten Tomatoes ha un indice di gradimento del 100%, con un voto medio di 9,25 su 10 basato su 35 recensioni. Il commento del sito recita: «Donald Glover continua a sovvertire le aspettative con una seconda stagione di Atlanta che si dimostra tanto eccellente quanto eccentrica». Su Metacritic ha un voto di 97 su 100 basato su 28 recensioni.

### Terza stagione
La terza stagione è stata elogiata dalla critica. Su Rotten Tomatoes ha un indice di gradimento del 97%, con un voto medio di 8.8 su 10 basato su 121 recensioni. Su Metacrit ha un voto di 91 su 100 basato su 21 recensioni.

## Riconoscimenti
- 2016 - American Film Institute Awards[20]
  - Migliori 10 programmi televisivi
- 2016 - Critics' Choice Television Awards[21]
  - Miglior attore in una serie comedy a Donald Glover
  - Candidatura per la miglior serie commedia
- 2017 - Directors Guild of America Award[22]
  - Miglior regia per una serie commedia a Donald Glover per l'episodio Il talk show
- Golden Globe - Golden Globe[23]
  - Miglior serie commedia o musicale
  - Miglior attore in una serie commedia o musicale a Donald Glover
- 2017 - Gotham Independent Film Awards[24]
  - Miglior serie rivelazione - forma lunga
- 2017 - MTV Movie & TV Awards[25]
  - Candidatura per la serie dell'anno
  - Candidatura per il miglior Attore/Attrice in una serie a Donald Glover
  - Candidatura per il miglior duo a Brian Tyree Henry e Keith Stanfield
- 2017 - NAACP Image Award[26]
  - Miglior regia per una serie commedia a Donald Glover
  - Candidatura per la miglior serie commedia
  - Candidatura per il miglior attore in una serie commedia a Donald Glover
  - Candidatura per la miglior sceneggiatura in una serie commedia a Donald Glover
- 2017 - Peabody Award[27]
  - Area of Excellence
- 2017 - People's Choice Awards[28]
  - Candidatura per la serie TV commedia preferita (via cavo)
- 2017 - Premio Emmy [29]
  - Miglior attore protagonista in una serie commedia a Donald Glover
  - Miglior regia in una serie commedia a Donald Glover per l'episodio Il talk show
  - Candidatura per la miglior serie commedia
  - Candidatura per la miglior sceneggiatura in una serie commedia a Donald Glover per l'episodio Il talk show e Stephen Glover per l'episodio Notorietà
  - Candidatura per il miglior casting per una serie commedia a Alexa L. Fogel, Tara Feldstein Bennett, Chase Paris
- 2017 - Producers Guild of America Awards[30]
  - Best Episodic Comedy a Donald Glover, Dianne McGunigle, Paul Simms, Hiro Murai, Alex Orr
- 2017 - Writers Guild of America Award[31]
  - Miglior serie commedia a Donald Glover, Stephen Glover, Stefani Robinson, Paul Simms
  - Miglior serie nuova a Donald Glover, Stephen Glover, Stefani Robinson, Paul Simms
  - Candidatura per l'Episodic Comedy a Stephen Glover per l'episodio Notorietà
- 2017 - TCA Award[32]
  - Miglior serie commedia
  - Miglior interpretazione in una serie TV commedia a Donald Glover
  - Candidatura per il programma dell'anno
  - Candidatura per il miglior programma nuovo
- 2022 - Premio Emmy
  - Candidatura per il miglior attore protagonista in una serie commedia a Donald Glover
  - Candidatura per la miglior regia in una serie commedia a Hiro Murai per l'episodio Nuovo Jazz